# 渡邉かや
渡邉 かや（わたなべ かや、1998年6月9日 - ）は、日本の女子バレーボール選手。

## 来歴
東京都世田谷区出身。3人兄弟。保育園の時にTVで初めてバレーボールを見て憧れ、小学3年生のときにバレーボールを始めた。
2014年、下北沢成徳高等学校に進学。自身が2年、3年のときに全日本高等学校選手権大会（春高バレー）を連覇したが、自身はレギュラーを獲得できず、3年のときも1年の石川真佑がレギュラーに選ばれたためレギュラーになれなかった。
2017年、日本大学に進学。1年のときチームは関東大学リーグ2部在籍だったが、同年秋季リーグ後に1部昇格を果たす。以前から自信を持っていたレシーブに加え攻撃にも磨きをかけ、2年時の2018年春季1部リーグでチームの4位への躍進に貢献し、ベストスコアラー賞とレシーブ賞を受賞した。チームのエースにもなり、自身に2枚、3枚のブロックを常に揃えられるくらいにマークされることもあった。
2020-21シーズン、ヴィクトリーナ姫路の内定選手となった。
2021年2月7日、予定されていたホームゲーム（公式戦）が対戦相手であるPFUブルーキャッツの出場辞退により中止になったため、その代替として開催されたヴィクトリーナ姫路の全選手が出場する「エキシビジョンマッチ（紅白戦）」に「リーナチーム」で出場。
内定選手としてのリーグ戦出場はなかったが、リーグ戦後に行われたV Cupには出場を果たした。
入団1シーズン目となる2021-22シーズン、V1女子の試合に出場しリーグ戦デビューを果たした。同シーズンはレギュラーとしても試合に出場した。しかし、次の2022-23シーズンは出場がなかった。
2023-24シーズンより、背番号が21から9に変更となった。

## 所属チーム
- 世田谷区立船橋小学校[1]
- 世田谷区立北沢中学校[1]
- 下北沢成徳高等学校
- 日本大学
- ヴィクトリーナ姫路 #21（2021年-）

## 受賞歴
- 2019年度 春季関東大学女子1部バレーボールリーグ戦：ベストスコアラー賞 / レシーブ賞[8]
- 2020年度 秋季関東大学女子1部代替試合：優秀選手賞[9]

## 個人成績
V.LEAGUEの個人成績は下記の通り（VCup、チャレンジマッチ含む）。
| 大会                  | チーム                | 出場     | 出場        | アタック | アタック | アタック | アタック | バックアタック | バックアタック | バックアタック | バックアタック | アタック 決定本数 | ブロック | ブロック       | サーブ | サーブ         | サーブ   | サーブ | サーブ | サーブ   | サーブレシーブ | サーブレシーブ | サーブレシーブ | サーブレシーブ | 総得点      | 総得点      | 総得点   | 総得点      |
| --------------------- | --------------------- | -------- | ----------- | -------- | -------- | -------- | -------- | -------------- | -------------- | -------------- | -------------- | ----------------- | -------- | -------------- | ------ | -------------- | -------- | ------ | ------ | -------- | -------------- | -------------- | -------------- | -------------- | ----------- | ----------- | -------- | ----------- |
| 大会                  | チーム                | 試 合 数 | セ ッ ト 数 | 打 数    | 得 点    | 失 点    | 決 定 率 | 打 数          | 得 点          | 失 点          | 決 定 率       | セ ッ ト 平 均    | 得 点    | セ ッ ト 平 均 | 打 数  | ノ 丨 タ ッ チ | エ 丨 ス | 失 点  | 効 果  | 効 果 率 | 受 数          | 成 功 ・ 優    | 成 功 ・ 良    | 成 功 率       | ア タ ッ ク | ブ ロ ッ ク | サ 丨 ブ | 得 点 合 計 |
| V1 2021-22            | 姫路                  | 32       | 107         | 634      | 188      | 31       | 29.7     | 22             | 7              | 1              | 31.8           | 1.76              | 9        | 0.08           | 266    | 2              | 5        | 21     | 80     | 8.2      | 523            | 237            | 121            | 56.9           | 188         | 9           | 7        | 204         |
| CM 2022-23            | 姫路                  | 2        | 2           | 0        | 0        | 0        | -        | 0              | 0              | 0              | -              | -                 | 0        | -              | 0      | 0              | 0        | 0      | 0      | -        | 3              | 0              | 0              | 0.0            | 0           | 0           | 0        | 0           |
| V1 2020-21            | 姫路                  | 5        | 11          | 0        | 0        | 0        | -        | 0              | 0              | 0              | -              | -                 | 0        | -              | 19     | 0              | 1        | 0      | 2      | 7.9      | 13             | 5              | 5              | 57.7           | 0           | 0           | 1        | 1           |
| 通算：2シーズン・大会 | 通算：2シーズン・大会 | 39       | 120         | 634      | 188      | 31       | 29.7     | 22             | 7              | 1              | 31.8           | 1.57              | 9        | 0.07           | 285    | 2              | 6        | 21     | 82     | 8.2      | 539            | 242            | 126            | 56.6           | 188         | 9           | 8        | 205         |